# Brian Young (Eishockeyspieler)
Brian Donald Young (* 2. Januar 1958 in Jasper, Alberta) ist ein ehemaliger kanadischer Eishockeyspieler, der im Verlauf seiner aktiven Karriere zwischen 1976 und 1990 unter anderem 223 Spiele für den Schwenninger ERC und Kölner EC in der Eishockey-Bundesliga auf der Position des Verteidigers bestritten hat. Darüber absolvierte Young, der mit dem KEC zweimal Deutscher Meister wurde, weitere 191 Partien in der American Hockey League (AHL) und stand in acht Partien für die Chicago Black Hawks in der National Hockey League (NHL) auf dem Eis. 

## Karriere
Young verbrachte seine Juniorenzeit zwischen 1975 und 1978 beim zu diesem Zeitpunkt besten Juniorenteam Kanadas, den New Westminster Bruins, aus der Western Canada Hockey League (WCHL). Während seiner drei Jahre dort gewann der Abwehrspieler dreimal in Folge die Ligameisterschaft in Form des President’s Cups. Zudem sicherte sich die Mannschaft in diesem Zeitraum auch zweimal den prestigeträchtigen Memorial Cup der gesamten Canadian Hockey League (CHL). In insgesamt 268 Einsätzen für die Bruins sammelte der Offensivverteidiger beachtliche 183 Scorerpunkte und wurde daher im NHL Amateur Draft 1978 in der vierten Runde an 63. Stelle von den Chicago Black Hawks aus der National Hockey League (NHL) ausgewählt.
Mit Beginn der Saison 1978/79 kam der Kanadier bei Chicagos Farmteam, den New Brunswick Hawks, in der American Hockey League (AHL) zum Einsatz. Er verbrachte dort seine ersten beiden Profispielzeiten und hatte in seinem zweiten Jahr in der Liga maßgeblichen Anteil daran, dass das Team die Finalserie um den Calder Cup erreichte. Am Ende der Spielzeit wurde Young daher ins AHL Second All-Star Team berufen. Mit Beginn des Spieljahres 1980/81 kam der Defensivakteur bei einem weiteren Kooperationspartner Chicagos, den Dallas Black Hawks in der Central Hockey League (CHL) zu Einsätzen. Obwohl er ab Dezember 1980 einen Großteil der Saison aufgrund einer Schulterverletzung verpasste, kam er im Verlauf der Spielzeit zu acht NHL-Einsätzen für Chicago. Dabei gelangen ihm zwei Torvorlagen.
Dennoch verließ der 23-Jährige im Sommer 1981 den nordamerikanischen Kontinent und setzte seine Karriere in Europa fort. Dort erhielt er einen Vertrag beim Schwenninger ERC aus der Eishockey-Bundesliga. Er absolvierte dort die Spielzeit und bewahrte die Mannschaft mit neun Scorerpunkten in den zehn Spielen der Relegationsrunde vor dem Gang in die Zweitklassigkeit. Die Saison beendete er schließlich bei den New Brunswick Hawks in der AHL, mit denen er den Calder Cup gewann. Young zog es aber trotz des Erfolgs wieder in die Bundesrepublik Deutschland, wo er weitere drei Spielzeiten in Schwenningen absolvierte. Zur Saison 1985/86 wurde der Kanadier vom Ligakonkurrenten Kölner EC verpflichtet. Mit dem KEC feierte Young in den beiden folgenden Spieljahren jeweils den Gewinn der Deutschen Meisterschaft.
Nach diesen Erfolgen zog es Young in die benachbarte Schweiz, wo er sich dem EHC Chur aus der zweitklassigen Nationalliga B (NLB) anschloss. Dort war er drei Jahre lang aktiv und feierte mit der Mannschaft im Frühjahr 1989 den Meistertitel der NLB. Den Aufstieg verpasste der Klub allerdings. Während seiner Zeit in der Schweiz nahm Young auch zweimal am Spengler Cup teil, den er im Jahr 1987 mit dem Team Canada gewann. Zudem gehörte er ein Jahr später als Leihspieler dem Kader des Gastgebers HC Davos an. Im Sommer 1990 beendete der 32-Jährige seine aktive Karriere.

### International
Für sein Heimatland nahm Young mit der U20-Nationalmannschaft Kanadas an der Junioren-Weltmeisterschaft 1978 in den heimischen Provinzen Québec und Ontario teil. Im Verlauf des Turniers, das für die Gastgeber auf dem dritten Rang abschlossen und damit die Bronzemedaille gewannen, absolvierte der Verteidiger sechs Partien. Dabei bereitete er zwei Tore vor und sammelte ebenso viele Strafminuten.

## Erfolge und Auszeichnungen
| - 1976 President’s-Cup-Gewinn mit den New Westminster Bruins - 1977 President’s-Cup-Gewinn mit den New Westminster Bruins - 1977 Memorial-Cup-Gewinn mit den New Westminster Bruins - 1978 President’s-Cup-Gewinn mit den New Westminster Bruins - 1978 WCHL Second All-Star Team - 1978 Memorial-Cup-Gewinn mit den New Westminster Bruins - 1978 Memorial Cup All-Star Team | - 1980 AHL Second All-Star Team - 1982 Calder-Cup-Gewinn mit den New Brunswick Hawks - 1986 Deutscher Meister mit dem Kölner EC - 1987 Deutscher Meister mit dem Kölner EC - 1987 Spengler-Cup-Gewinn mit dem Team Canada - 1989 Meister der Nationalliga B mit dem EHC Chur |

### International
- 1978 Bronzemedaille bei der Junioren-Weltmeisterschaft

## Karrierestatistik

### International
Vertrat Kanada bei:
- Junioren-Weltmeisterschaft 1978

(Legende zur Spielerstatistik: Sp oder GP = absolvierte Spiele; T oder G = erzielte Tore; V oder A = erzielte Assists; Pkt oder Pts = erzielte Scorerpunkte; SM oder PIM = erhaltene Strafminuten; +/− = Plus/Minus-Bilanz; PP = erzielte Überzahltore; SH = erzielte Unterzahltore; GW = erzielte Siegtore; 1 Play-downs/Relegation; Kursiv: Statistik nicht vollständig)